# 焦点 (幾何学)

点 F は楕円（赤）・抛物線（緑）双曲線（青）に対する焦点

初等幾何学（特に平面射影幾何学）における焦点（しょうてん、英: focus）は、ある種の一連の曲線群に属する任意の曲線を構成するための特別な参照点の対である。焦点を用いて、例えば円錐曲線（円、楕円、放物線、双曲線）やさらにカッシーニの卵形線やデカルトの卵形線なども定義することができる。

## 円錐曲線論

### 二つの焦点を用いる定義
- 楕円は与えられた二焦点からの距離の和が一定となるような点の軌跡として定義することができる。
- 円を二つの焦点が一致する特別の場合の楕円として定義することもできる（これは、与えられた一つの焦点からの距離が一定であるような点の軌跡と述べる方がより簡明である）。また、円を相異なる二焦点に関するアポロニウスの円として、すなわち与えられた二焦点からの距離の比が一定であるような点の集合として得ることもできる。
- 放物線は一方の焦点が無限遠点となっているような楕円の極限的な場合として定義できる。
- 双曲線は与えられた二焦点からの距離の差（の絶対値）が一定であるような点の軌跡として定義される。

### 焦点と準線を用いた定義
任意の円錐曲線は、一つの焦点と一つの準線（これは焦点を含まない直線の形で与えられる）を用いて記述することもできる。
すなわち、円錐曲線は焦点からの距離を準線からの距離で割った値（離心率 e）が一定であるような点の軌跡として定義される。各円錐曲線は、離心率 e が
- 0 < e < 1 ならば楕円、
- e = 1 ならば放物線、
- e > 1 ならば双曲線

になる。焦点までの距離を固定して、準線を無限遠直線へ飛ばせば離心率は 0 となり、円錐曲線は円になる。

### 焦点と準円を用いた定義
任意の円錐曲線は一つの焦点と一つの準円から等距離にある点の軌跡としても記述できる。
- 楕円の場合、焦点と準円の中心はともに有限の座標を持ち（つまり無限遠に無い）、準円の半径が焦点と円の中心との距離よりも大きい（焦点は準円の内部にある）。そして、準円の中心を第二の焦点として楕円が生成される。この楕円は準円の全く内側にできる。
- 放物線の場合、準円の中心は無限遠点にある（このとき、準「円」は曲率零の曲線となって直線と見分けがつかない）。放物線の二本の腕はそれらを延長するときどんどん平行に近くなるように伸びて「無限遠」で平行になる。射影幾何の原理によれば、平行線は無限遠点において交わり、閉じた曲線となる。
- 双曲線を生成するには、準円の半径を焦点と円の中心との距離よりも小さくする（焦点は準円の外部にある）。双曲線の腕は漸近線に近づき、双曲線の一方の枝の「右側」の腕は無限遠点において他方の枝の「左側」の腕と交わる。これは射影幾何学における原理「一つの直線は自分自身と無限遠点で交わる」に基づく。双曲線の二つの枝は、閉じた曲線を無限遠点で捩じったそれぞれの半円部分ということになる。

射影幾何学において、任意の種類の円錐曲線は「その一つについて述べられた射影幾何学の定理は他の円錐曲線に対しても成立する」という意味で同値である。

## 卵形線
- デカルトの卵形線（英語版）は与えられた二焦点からの距離の重み付けられた和（英語版）が一定となるような点の軌跡をいう。
- カッシーニの卵形線は与えられた二焦点からの距離の積が一定であるような点の軌跡をいう。

## 一般化
焦点の概念は任意の代数曲線に対して一般化することができる。曲線 C はクラス m で I, J は無限遠円点（任意の円が通過する無限遠点の対）とし、 I, J の各々を通る C の接線 m 本を描く。これで、特異点などの影響で例外となる場合を除き、m2 個の交点を持つ m 本の直線からなる二つの集合が得られたことになる。これらの交点が C の焦点と定義される。すなわち、点 P が焦点であるとは、PI, PJ がともに C の接線となるときにいう。C が実数体上定義された曲線ならば、共軛な対の交点は実点しかないから、m 個の実焦点と m2 − m 個の虚焦点を持つ。C が円錐曲線ならば、この方法て定義された実焦点は上で述べた C の幾何学的構成で用いた意味での焦点の概念とちょうど一致する。

### 共焦曲線族
クラス m の曲線 C の焦点 P1, P2, …, Pm について、P はこれら焦点の接線の方程式の積とし、Q は無限遠円点の接線の方程式の積とする。P = 0 および Q = 0 に対する共通接線はすべて、C に接するから、マックス・ネーターの基本定理により、C の接線の方程式は HP + KQ = 0 の形を持つ。C はクラス m だから、H は定数かつ K は次数 m − 2 以下とならなければならない。H = 0 の場合は退化しているものとして除くことができるから、C の接線の方程式は、f を次数 m − 2 の任意の多項式として P + fQ = 0 の形に書ける。
例えば P1 = (1,0), P2 = (−1,0) とする。接線の方程式は X + 1 =0, X − 1 =0 だから、P = X2 − 1 = 0 である。一方、無限遠円点の接線の方程式は X + iY =0, X − iY = 0 だから Q = X2 + Y2 となる。従って、与えられた二点を焦点に持つ円錐曲線の接線の方程式は、X2 − 1 + c(X2 + Y2) =0 または (1 + c)X2 + cY2 = 1 で与えられる。ここで c は任意の定数である。点の座標を用いて書けば
{\displaystyle {\frac {x^{2}}{1+c}}+{\frac {y^{2}}{c}}=1}
となる。